# 特隆赫姆
特隆赫姆（挪威語發音：[ˈtrɔ̂nː(h)æɪm] ⓘ，或有譯為特倫汗）是挪威特伦德拉格郡的市镇，於997年建立。現在成為全挪威的教育中心、科技技術中心和藥物研究中心，有30,000名學生在此接受教育。特隆赫姆也是挪威第四大城市，有214,565人居住在市镇內(截至2024年1月1日)。

## 地理和氣候

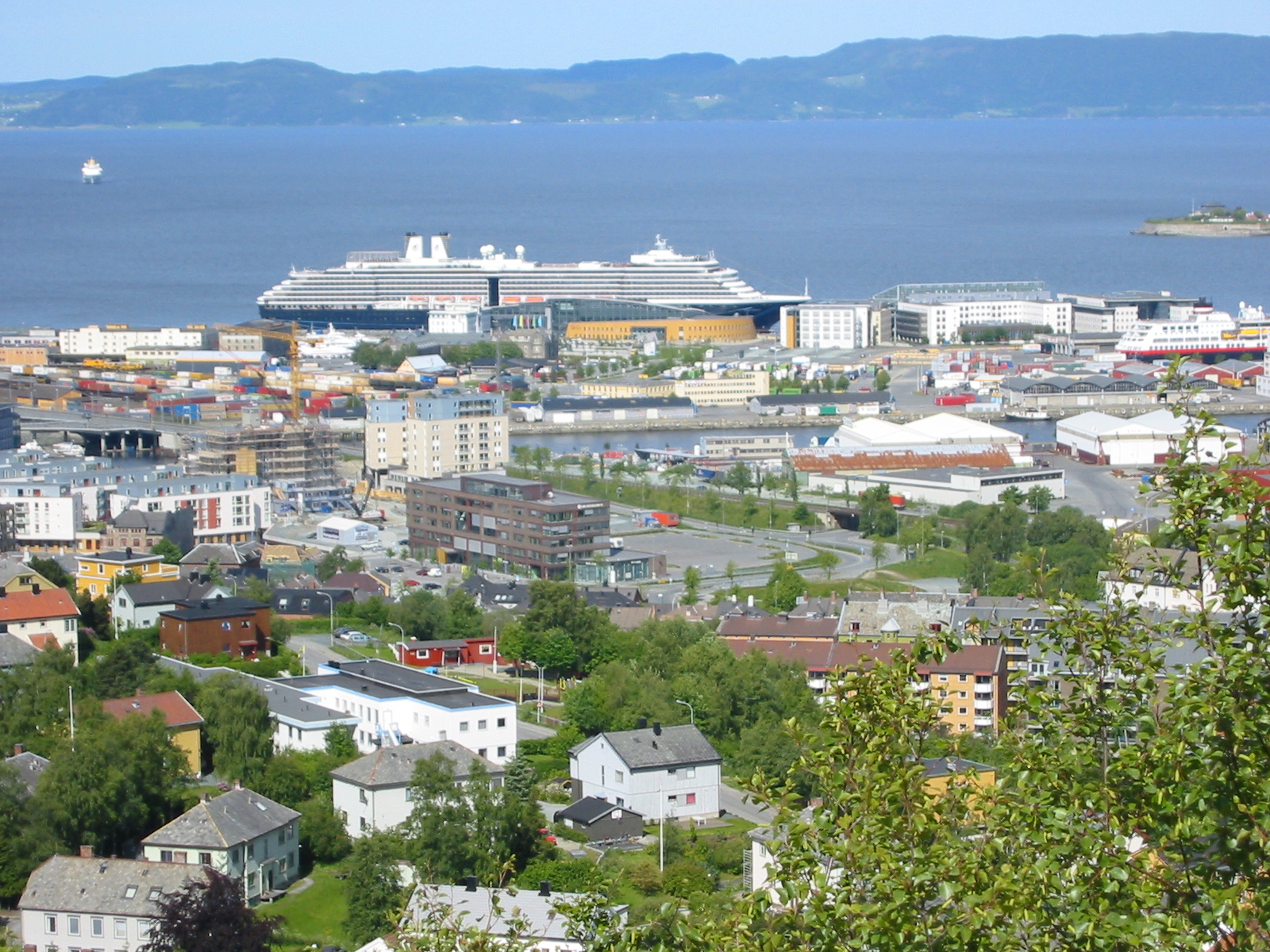
一架停泊在港口的郵輪

特隆赫姆的位置剛好處於尼德河（Nidelva）和特隆赫姆峡湾（Trondheimsfjord）匯合的地方，也是特隆赫姆區中心。在夏令時間，日出的時間為3:00，而日落時間為23:40，但只是僅僅處於地平線的下方而已，所以由5月20日至7月20日，特隆赫姆是沒有黑夜的。而在冬令時間，日出的時間為10:00，而日落時間為14:30。特隆赫姆屬於海洋性氣候，但很多時沿海地方都會刮大風。在1901年7月22日，特隆赫姆天文台錄得有紀錄以最高的氣溫35 °C，而在1899年2月則錄得有紀錄以最低的氣溫-26.1 °C。而全市的最高點位於Storheia山，高度為海拔565米（≈1850呎）。 

## 歷史
特隆赫姆是德國入侵挪威的行動（威瑟演習作戰）中其中一個入侵目標。 由希佩爾海軍上將號及4艘驅逐艦運送的1700名德國陸軍山地部隊在1940年4月9日凌晨登陸特隆赫姆，並在同日控制特隆赫姆。

### 命名
特隆赫姆在997年被維京人挪威國王奧拉夫·特里格瓦森（又稱奧拉夫一世）命名為開帕根（Kaupangen，直譯意為市集或城鎮）。由於其位於尼德河口的位置，該城很快的就被稱為座落於尼德河口之鎮（kaupangen i/ved Nidaros），又稱尼達洛斯（Nidaros）。
在1154年，梵蒂岡教廷正式承認尼達洛斯總教區的存在，但誤以為該城的名稱為特隆敦（Trundum）。這個錯誤一直到12世紀後期才由當時尼達洛斯主教座堂的大主教提出更正，而在1192年開始，羅馬教廷才開始稱呼該城尼達洛斯。尼達洛斯一直到1217年都是挪威的首都。尼達洛斯這個名字在往後幾個世紀因為不同的原因消失了很多次，最主要的原因在於尼達洛斯總教區於1537年的消失，但該名稱一直到16和17世紀都還被使用。
特隆赫姆'原先為特倫德拉格地區八個郡（今日的特倫德拉格）的名稱。在中世紀後期特隆赫姆之鎮（Kaupangen i Trondheimen）亦成為該城的名稱，其縮短的形式，特隆赫姆（Trondheimen），也在當時與尼達洛斯並為該城的名稱。在丹麥-挪威時期，該名稱從Trondheim被丹麥化為Trondhjem，從此兩種拼寫法都有人使用。
在1925年至1930年，由於民族主義的發展，許多挪威的城市將市名改為挪威語。特隆赫姆在1928年舉行了公民投票來決定是否要改變市名。超過九成的市民反對改變名稱，但當地仍然於1929年通過了一道法案，正式宣布從1930年1月1日起，該市的名字將從特隆赫姆（Trondhjem）改回尼達洛斯（Nidaros）。當地的市民認為公投的結果並沒有受到尊重因此在法案通過之後即開始抗議。於是這項名稱的爭議被送到了挪威國會來解決，而其最後提出的方案宣布該市應該被稱為特隆赫姆（Trondheim），既保持了原來名字的發音，也將Trondhjem這個名字挪威化。

## 主要景點

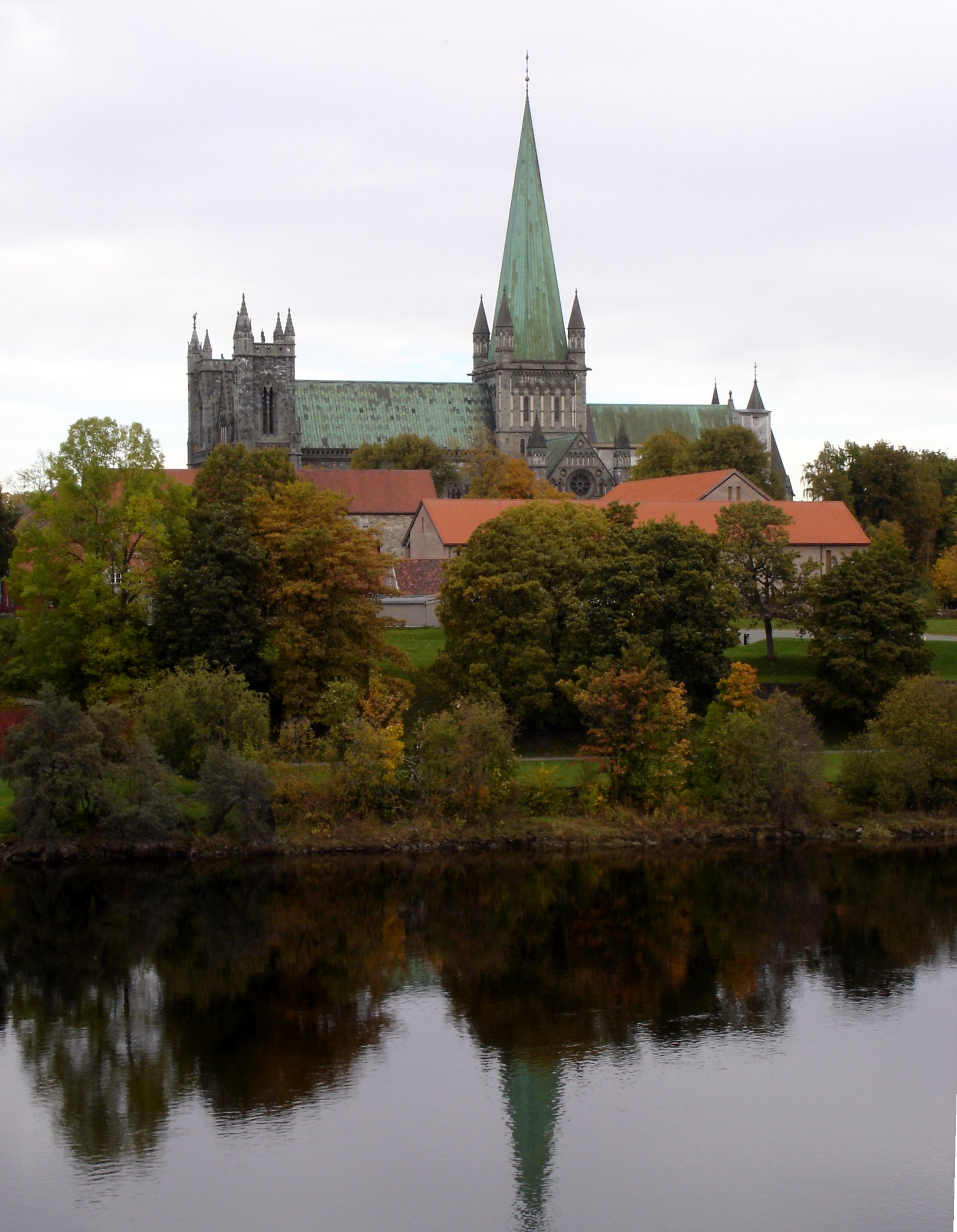
尼达洛斯主教座堂，從尼德河南端攝

### 尼达洛斯主教座堂
特隆赫姆的主教座堂，尼达洛斯主教座堂是全球最北的中世紀大教堂，也是斯堪地那維亞最大的大教堂。主教座堂旁同時有著大主教宮殿（Erkebispegården）。
尼達洛斯主教座堂在1400年後成為挪威國王的加冕教堂，並保存了挪威王冠向公眾展出。

### 主要博物館
- 特倫德拉格文化歷史博物館
- 特隆赫姆海事博物館
- 挪威科技大學自然歷史與考古博物館
- 特隆赫姆科學博物館
- 軍械庫
- 音樂與樂器博物館
- 國立流行與搖滾音樂體驗中心
- 挪威法律博物館
- 特隆赫姆電車博物館
- 北歐裝飾藝術博物館
- 特隆赫姆猶太博物館

## 教育與研究
特隆赫姆有13所高中，其中包括挪威最古老的學校，特隆赫姆教堂學校（Trondheim katedralskole），成立於1152年。
特隆赫姆為挪威的教育重鎮，除了挪威第二大大學，挪威科技大學（Norges teknisk-naturvitenskapelige universitet，簡稱NTNU），南特倫德拉格學院（Høgskolen i Sør-Trøndelag）、毛德皇后學齡前教育學院（Dronning Mauds Minne Høgskole for førskolelærerutdanning）與BI挪威管理學院特隆赫姆校區（BI Trondheim）均座落於此。聖奧拉夫醫院（St Olavs Hospital）為挪威科技大學的附屬醫學院，目前正興建一間新的醫院。
SINTEF（直譯為科學與工業研究基金會）為斯堪地那維亞最大的獨立研究組織，在1950年由挪威科技大學的前身──挪威理工學院──成立於校區內。SINTEF目前大約有2,100名員工，當中約1,750人在特隆赫姆工作。

## 交通
瓦爾內斯機場為特隆赫姆的國際機場及特倫德拉格地區的主要機場，位於市區以東19公里。平日有定期航班飛往鄰近國家大城。飛往該機場的主要航空公司包括北歐航空、挪威航空、及威德羅航空。

## 媒體
當地報章Adresseavisen是挪威最古老且仍活躍的報章，於1767年創立。Adresseavisen也擁有一間區內的電視台TVAdressa和電台Radioadressa。

## 音樂
區內主要的劇院，特倫德拉格劇院位於市內，是北歐最古老而且仍在使用的劇院。

## 體育和消閒
洛辛堡足球球會為挪威數一數二的強隊，曾經連續13年贏得挪威足球超級聯賽冠軍。其主場館位於拉簡度球場。

## 友好城市
特隆赫姆的友好城市有:
- 德国達姆施塔特
- 英国鄧弗姆林
- 奥地利格拉茨
- 冰島科帕沃于尔
- 瑞典北雪平
- 丹麦欧登塞
- 以色列佩塔提克瓦
- 巴勒斯坦拉姆安拉
- 斯普利特
- 芬兰坦佩雷
- 摩尔多瓦蒂拉斯波爾
- 美国瓦列霍

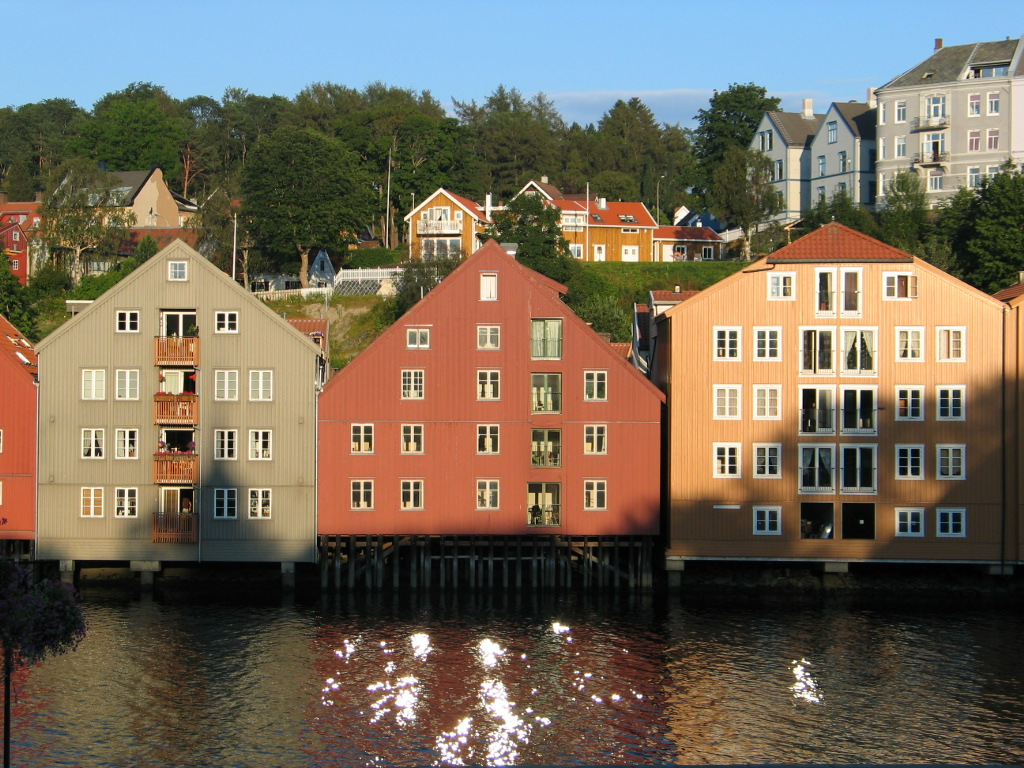
河邊的木造建築物

- 克倫 （和特隆赫姆南邊的海姆戴尔友好）

## 其他
這裡的猶太會堂也是全球最北的猶太會堂。
雖然特隆赫姆是挪威一個較大的城市，但仍然可以發現野生動物。在Nidelva仍然可以發現水獺；在明亮的夏天晚上，則可發現美洲獾和狐找尋食物。麋和鹿則在城市周邊的山上活動，牠們有時會在城內行進。尤其是在五月份，一些感到困惑的幼鹿會和牠們的母親追逐，或是在冬天的後期，山上的食物不足時，也會因為找尋食物出現在城裡。
兩次獲提名為奧斯卡最佳女演員，電影導演和挪威科技大學榮譽博士莉芙·厄爾曼（Liv Ullmann），1938年在東京出生，但在特隆赫姆長大。
挪威知名創作歌手Peder EliasEriksrud Kjørholt，1997年1月14日在特隆赫姆出生，在特隆赫姆長大。
法國漫畫家路易斯·特隆赫姆（Lewis Trondheim）以這個城市的名稱來作筆名。
而蘇格蘭也有一隊樂隊以這個城市的名稱來命名。

## 外部連結
- 官方網站和城市指南
- Kosmorama - 特隆赫姆國際電影節 （页面存档备份，存于）
- 7月至8月間的聖奧拉夫節(Olavsfestdagene) （页面存档备份，存于）
- 维基导游上有關特隆赫姆的旅行指南
- 城市每天的影像
- Trondheimsbilder - 歷史圖片和名人錄
- Lights of Trondheim （页面存档备份，存于） - 相片集